# Barcita indistincta
Barcita indistincta är en fjärilsart som beskrevs av Paul Dognin 1914. Barcita indistincta ingår i släktet Barcita och familjen nattflyn. Inga underarter finns listade i Catalogue of Life.